# (9558) 1986 QB3
1986 كيو بي 3 (ويعرف أيضًا باسم (9558) 1986 كيو بي 3 وفق تسمية الكوكب الصغير) (بالإنجليزية: 1986 QB3)‏ هو كويكب ضمن حزام الكويكبات؛ وترتيبه 9558 من حيث الاكتشاف.
اكتُشف هذا الجُرم الفلكي بواسطة هنري ديبهون في 29 أغسطس 1986.

## وصلات خارجية
- (9558) 1986 QB3 في قاعدة بيانات مختبر الدفع النفاث لأجرام النظام الشمسي الصغيرة

- الاكتشاف · مخطط المدار ·  العناصر المدارية · المعلمات المادية

- (9558) 1986 QB3 على موقع ويكي سكاي: DSS2, SDSS, GALEX, IRAS, Hydrogen α, X-Ray, Astrophoto, Sky Map, Articles and images